# Antonija Nađ
Antonija Nađ –en serbi, Антонија Нађ– (Sombor, 8 de maig de 1986) és una esportista sèrbia que va competir en piragüisme en la modalitat d'aigües tranquil·les, guanyadora de dues medalles de plata en el Campionat Europeu de Piragüisme en els anys 2008 i 2011, ambdues en la prova de K1 1000 m.

## Palmarès internacional
| Campionat Europeu | Campionat Europeu | Campionat Europeu | Campionat Europeu |
| Any               | Lloc              | Medalla           | Competició        |
| ----------------- | ----------------- | ----------------- | ----------------- |
| 2008              | Milà ( Itàlia)    | 2                 | K1 1000 m         |
| 2011              | Belgrad ( Sèrbia) | 2                 | K1 1000 m         |